# Алдаїр
Алдаїр (порт. Aldair, нар. 30 листопада 1965, Ільєус) — колишній бразильський футболіст, захисник.

## Клубна кар'єра
Народився 30 листопада 1965 року в місті Ільєус. Вихованець футбольної школи клубу «Фламенго».
Дорослу футбольну кар'єру розпочав 1986 року в основній команді того ж клубу, в якій провів три сезони, взявши участь у 54 матчах чемпіонату.
Протягом сезону 1989-90 років захищав кольори португальської «Бенфіки», допомігши їй стати чемпіоном Португалії.
Своєю грою привернув увагу представників тренерського штабу італійської «Роми», до складу якої приєднався влітку 1990 року. Відіграв за «вовків» тринадцять сезонів своєї ігрової кар'єри. Більшість часу, проведеного у складі «Роми», був основним гравцем захисту команди. За цей час виборов титул володаря Кубка Італії, ставав чемпіоном Італії та володарем Суперкубка Італії з футболу.
Протягом сезону 2003-04 років захищав кольори команди клубу «Дженоа», після чого завершив ігрову кар'єру.
У 2007 році повернувся у футбол і кілька років виступав у клубі «Мурата» із Сан-Марино, з якою двічі брав участь у кваліфікації до Ліги чемпіонів.

## Виступи за збірні
1996 року захищав кольори олімпійської збірної Бразилії. У складі цієї команди провів 7 матчів. У складі збірної — учасник футбольного турніру на Олімпійських іграх 1996 року в Атланті, на якому команда здобула бронзові олімпійські нагороди.
1989 року дебютував в офіційних матчах у складі національної збірної Бразилії.
Учасник трьох чемпіонатів світу — чемпіонату світу 1990 року в Італії, чемпіонату світу 1994 року у США та чемпіонату світу 1998 року у Франції. 1994 року допоміг збірній здобути свій четвертий в історії титул чемпіонів світу, а за чотири року — дійти до фіналу змагання, в якому бразильці поступилися господарям фінального турніру, збірній Франції.
У складі збірної був учасником трьох розіграшів Кубка Америки: домашнього розіграшу 1989 року, здобувши того року титул континентального чемпіона, розіграшу 1995 року в Уругваї, де разом з командою здобув «срібло», розіграшу Кубка Америки 1997 року у Болівії, де бразильці знову стали найсильнішою командою Південної Америки.
Протягом кар'єри у національній команді, яка тривала 12 років, провів у формі головної команди країни 83 матчі, забивши 4 голи. У складі збірної — дворазовий володар Кубка Америки, чемпіон світу та володар Кубка Конфедерацій (1997).

## Титули і досягнення
- Володар Суперкубка Португалії (1):

«Бенфіка»:  1989
- Володар Кубка Італії (1):

«Рома»: 1990-91
- Чемпіон Італії (1):

«Рома»: 2000-01
- Володар Суперкубка Італії з футболу (1):

«Рома»: 2001
- Чемпіон Сан-Марино (1):

«Мурата»: 2007-08
- Володар Кубка Америки (2):

Бразилія: 1989, 1997
- Срібний призер Кубка Америки (1):

Бразилія: 1995
- Чемпіон світу (1):

Бразилія: 1994
- Віце-чемпіон світу (1):

Бразилія: 1998
- Володар Кубка конфедерацій (1):

Бразилія: 1997
- Бронзовий олімпійський призер: 1996